# Offenhausen (Horní Rakousy)
Offenhausen je městys v rakouské spolkové zemi Horní Rakousy, v okrese Wels-venkov. Žije zde přibližně 1 600 obyvatel.